# Sabra
Sabra je opsežno nadograđen M60 Patton tenk kojeg je razvila tvornica Israel Military Industries (heb. תע"ש; hrv. Izraelska vojna industrija). Taj model nadograđenog M60 Patton tenka, koristi turska vojska kao glavni borbeni tenk, u programu modernizacije vojske.

## Povijest
Sabra je originalno razvijena kao daljnja evolucija Magach 7C (inačica M60 tenka). Tenk koristi poboljšani oklop te MG 253 120 mm top koji je razvila tvrtka IMI. Nadograđeni tenk isprva je isporučen Turskoj koja je započela s modernizacijom vojske. Kasnije je tenk ponuđen i drugim zemljama. 
Turska Vlada naručila je dodatno modificiranu verziju Sabra tenka (Sabra Mk. II), te je potpisan ugovor o vrijednosti 688 mil. USD, 29. ožujka 2002.
Prvi Sabra Mk. II tenk isporučen je Turskoj 2005., te je do svibnja 2006. taj tenk bio podložen opsežnim istraživanjima. Nakon pozitivnih rezultata, ugovor je označen kao pravovaljan te je započela isporuka 170 Sabra tenkova u razdoblju od 2007. do travnja 2009.

## Sabra Mk. I
Sabra Mk. I bio je unaprijeđen Magach 7C tenk (jedna od inačica M60 Patton tenka). U njega je ugrađen poboljšani 120 mm top kojeg je razvila tvrtka IMI, bolji oklop i protupožarni sustav kojeg je razvila tvrtka Elbit Systems.
S Magach tenka preuzeto je podvozje koje vozilu daje veću mobilnost na lošem terenu. Umjesto hibridno-električnog i hidrauličkog sustava kakav je na Magachu, Sabra Mk. I koristi električni sustav.

## Sabra Mk. II
Za razliku od Sabre Mk. I koja je koristila nisku zapovjedničku kupolu, Sabra Mk. II zadržala je veću kupolu s M60 Pattona. Također, tenk kao sekundarno oružje koristi 12,7 mm strojnicu koja je preuzeta s M85 tenka. U tu inačicu tenka ugrađena je termovizija koju koristi zapovjednik tenka.
Kao pogon, Mk. II inačica koristi snažniji MTU Friedrichshafen motor koji je licencno proizveden u Turskoj (MTU Turk A.S.). Renk prijenos omogućuje kretanje naprijed u četiri brzine i straga u dvije brzine. Kao zaštita, Mk. II opremljen je ekslozivnim reaktivnim oklopom.
Zahvaljujući transferu tehnologija, svi sustavi na tenku (osim oklopa) izrađeni su u Turskoj. Međutim, projekt je kasnio kada je otkriveno da je uzrok vibracija na motoru kvar na protupožarnom sustavu. Sa šest mjeseci kašnjenja problem je ispravljen, te je sve dovršeno do kraja 2009.

## Sabra Mk. III
Sabra Mk. III ukljućuje bolji oklop (zahvaljujući novoj tehnologiji izrade), RWR/IR sustav upozorenja te gusjenice s Merkave Mk. IV.

## Vanjske poveznice
- Army-technology.com  Arhivirana inačica izvorne stranice od 23. srpnja 2008. (Wayback Machine)
- Savez američkih znanstvenika